# Lucjusz Emiliusz Lepidus Paullus (cenzor 22)
Lucjusz Emiliusz Lepidus Paullus (Lucius Aemilius Lepidus Paullus) – syn Lucjusza Emilusza Lepidusa Paullusa (konsula w 50 roku p.n.e.). Polityk rzymski, początkowo zwolennik stronnictwa republikańskiego.
W 43 p.n.e. został umieszczony na listach proskrypcyjnych. Wraz z ojcem przyłączył się do Brutusa, który powierzył mu obronę Krety. Po śmierci Brutusa połączył resztki armii republikańskiej i oddziały z Krety i operował na Morzu Jońskim. Musiał potem zawrzeć porozumienie z triumwirami, gdyż w 34 p.n.e. towarzyszył Oktawianowi w kampanii przeciwko Sekstusowi Pompejuszowi na Sycylii. Swetoniusz (Aug.16) opowiada, że gdy w okresie tej wojny sycylijskiej zdarzyło się, że Oktawian i Paulus uciekali bocznymi ścieżkami, niewolnik Paulusa uznał to za sposobność pomszczenia śmierci, w wyniku proskrypcji, swojego pana, a ojca Paulusa. Nie udało mu się jednak zabić Oktawiana a incydent ten nie popsuł stosunków między tymi politykami. Konsul dokooptowany w 34 p.n.e. Przed 30 p.n.e. wszedł w skład kolegium augurów. Około 26 p.n.e. został prokonsulem Macedonii. W 22 p.n.e. wraz z Lucjuszem Munacjuszem Plankiem sprawował cenzurę. Byli to ostatni cenzorzy republikańscy. Przeprowadził w czasie cenzury renowację Bazyliki Emiliańskiej i jej ponowne dedykowanie.
Data śmierci niepewna, prawdopodobnie po 10 p.n.e. (zobacz w Dyskusji do artykułu uwagi odnośnie do daty śmierci).
Jego pierwsza żona – Kornelia, była córką Skrybonii, czyli pasierbicą cesarza Augusta. Związki z dynastą julijsko-klaudyjska pogłębiło jeszcze małżeństwo syna Paulusa i Kornelii, Lucjusza, z wnuczką cesarza Julią.

## Małżeństwa i potomkowie
| Lucjusz Emiliusz Lepidus Paullus           |
| konsul 34 p.n.e.; cenzor 22 p.n.e.         |
| \| 1. Kornelia \| \| 2. Marcela Młodsza \| |
| 1. Kornelia                                |
| 2. Marcela Młodsza                         |

| 1. Kornelia        |
| 2. Marcela Młodsza |

| –1.                    |
| Marek Emiliusz Lepidus |
| konsul 6 n.e.          |

| –1.                              |
| Lucjusz Emiliusz Paulus          |
| konsul 1 n.e.                    |
| \| 1. Wipsania Julia Agrypina \| |
| 1. Wipsania Julia Agrypina       |

| 1. Wipsania Julia Agrypina |

| –1.           |
| Emilia Lepida |

| –2.                     |
| Paulus Emiliusz Regilus |

| Marek Emiliusz Lepidus                        |
| stracony w 39 n.e. za spisek przeciw Kaliguli |
| \| 1. Julia Druzylla \|                       |
| 1. Julia Druzylla                             |

| 1. Julia Druzylla |

| Emilia Lepida       |
| \| 1. Druzus III \| |
| 1. Druzus III       |

| 1. Druzus III |

| Lepidus |

| Emilia Lepida                        |
| \| 1. Marek Juniusz Sylan Torkwat \| |
| 1. Marek Juniusz Sylan Torkwat       |

| 1. Marek Juniusz Sylan Torkwat |

| Marek Juniusz Sylan Torkwat |
| 14–54 n.e.                  |

| Decymusz Juniusz Sylan Torkwat |
| konsul 53 n.e.                 |

| Lucjusz Juniusz Sylan |

| Junia Lepida |

| Junia Kalwina |

| Lucjusz Juniusz Sylan Torkwat |